# Mai 2012
Portal Geschichte | Portal Biografien | Aktuelle Ereignisse | Jahreskalender | Tagesartikel

◄ |
20. Jahrhundert |
21. Jahrhundert

◄ |
1980er |
1990er |
2000er |
2010er
| 2020er | 2030er | 2040er

◄ |
2008 |
2009 |
2010 |
2011 |
2012
| 2013 | 2014 | 2015 | 2016 | ►

◄ |
Februar 2012 |
März 2012 |
April 2012 |
Mai 2012 |
Juni 2012 |
Juli 2012 |
August 2012 |
►
Dieser Artikel behandelt tagesbezogene Nachrichten und Ereignisse im Mai 2012.

## Tagesgeschehen

### Dienstag, 1. Mai 2012
- Kiel/Deutschland: Der THW Kiel gewinnt fünf Spieltage vor Saisonschluss zum 17. Mal in seiner Vereinsgeschichte die deutsche Handballmeisterschaft.[1]
- Wien/Österreich: Bei der Amadeus-Verleihung wird Hubert von Goisern für das beste Album ausgezeichnet.[2]

### Mittwoch, 2. Mai 2012
- Budapest/Ungarn: Nach dem Rücktritt von Staatspräsident Pál Schmitt (Fidesz) wegen einer Plagiatsaffäre wählt das Parlament dessen Parteikollegen János Áder mit 262 Stimmen zum Nachfolger.[3]
- New York / Vereinigte Staaten: Das Auktionshaus Sotheby’s versteigert eine Version des Gemäldes Der Schrei von Edvard Munch für 119,9 Millionen US-Dollar; damit ist es das teuerste jemals bei einer Auktion verkaufte Kunstwerk.[4]
- Rangun/Myanmar: Mit Verzögerung legt die jahrelang unter Hausarrest stehende Oppositionspolitikerin und Nobelpreisträgerin Aung San Suu Kyi im Parlament ihren Eid als Abgeordnete ab.[5]

### Donnerstag, 3. Mai 2012
- Brüssel/Belgien: Die Mitglieder der Europäischen Kommission um José Manuel Barroso erklären, der Fußball-Europameisterschaft in der Ukraine aus Protest gegen die Behandlung der inhaftierten Oppositionspolitikerin Julija Tymoschenko fernzubleiben.[6]
- London / Vereinigtes Königreich: Der konservative Politiker Boris Johnson wird als Bürgermeister von London wiedergewählt.[7]

### Freitag, 4. Mai 2012

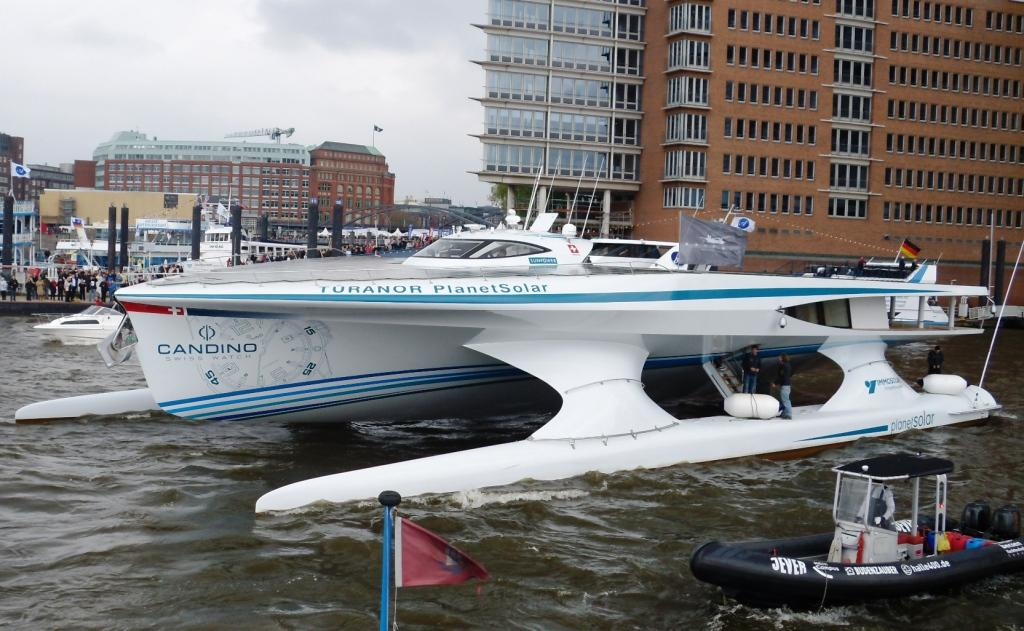
Die Tûranor PlanetSolar im Hamburger Hafen

- Monaco/Monaco: Als erstes ausschließlich mit Sonnenenergie angetriebenes Boot schließt der Schweizer Katamaran Tûranor PlanetSolar nach 584 Tagen eine Weltumrundung ab.[8]

### Samstag, 5. Mai 2012
- Breda/Niederlande: Anlässlich der Feierlichkeiten zum niederländischen Befreiungstag hält der deutsche Bundespräsident Joachim Gauck als erstes ausländisches Staatsoberhaupt die zentrale Rede.[9]
- Dortmund/Deutschland: Titelverteidiger Borussia Dortmund ist nun offiziell Deutscher Fußballmeister 2012.
- Glarus/Schweiz: Martin Landolt wird zum neuen Präsidenten der Bürgerlich-Demokratischen Partei (BDP) gewählt und tritt damit die Nachfolge von Hans Grunder an.[10]
- Guantanamo Bay/Kuba: Nach mehr als dreijähriger Unterbrechung wird im Zusammenhang mit den Terroranschlägen vom 11. September 2001 der Prozess gegen die mutmaßlichen Drahtzieher um Chalid Scheich Mohammed vor einem Militärtribunal im Gefangenenlager wiederaufgenommen.[11]
- Tomari/Japan: Mehr als ein Jahr nach der Nuklearkatastrophe von Fukushima wird mit dem Reaktor 3 des Kernkraftwerks Tomari das letzte aktive japanische Atomkraftwerk vorübergehend abgeschaltet. Damit muss Japan zum ersten Mal seit 42 Jahren vollständig ohne Atomenergie auskommen.[12]

### Sonntag, 6. Mai 2012

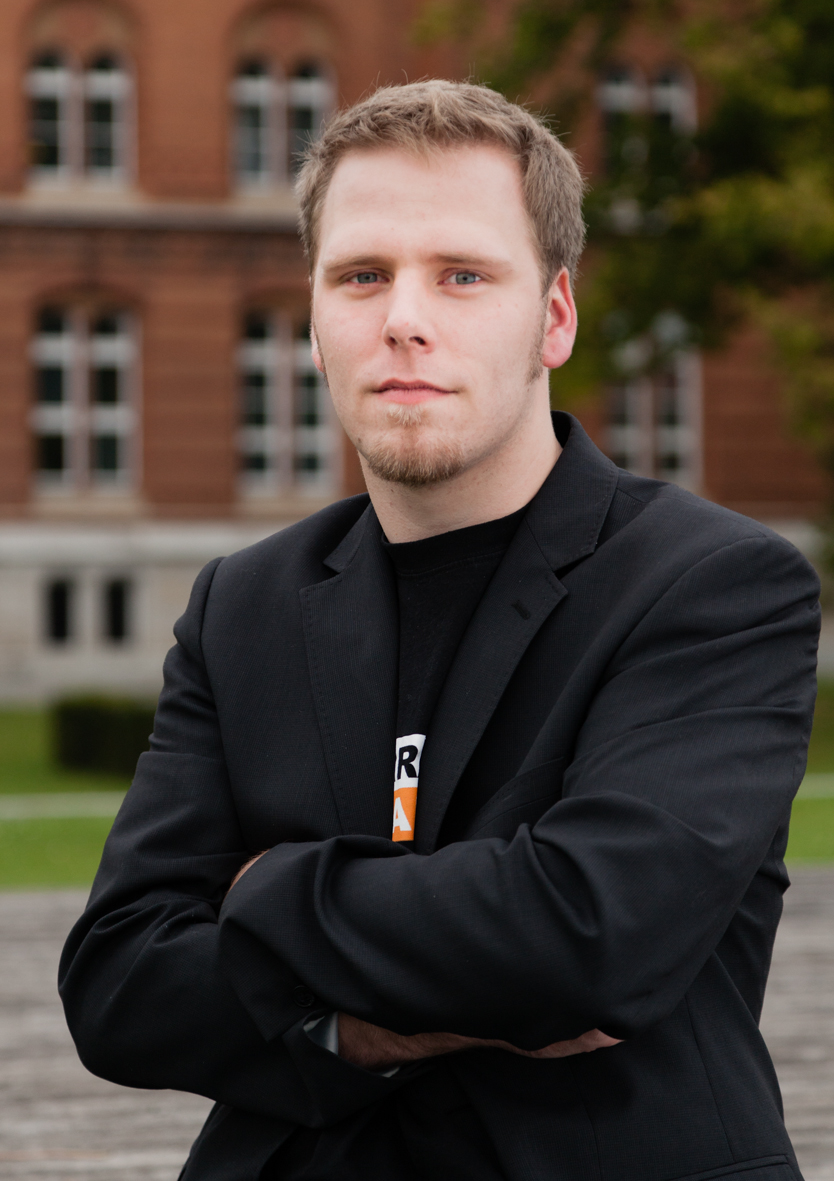
Torge Schmidt, Piratenpartei Schleswig-Holstein

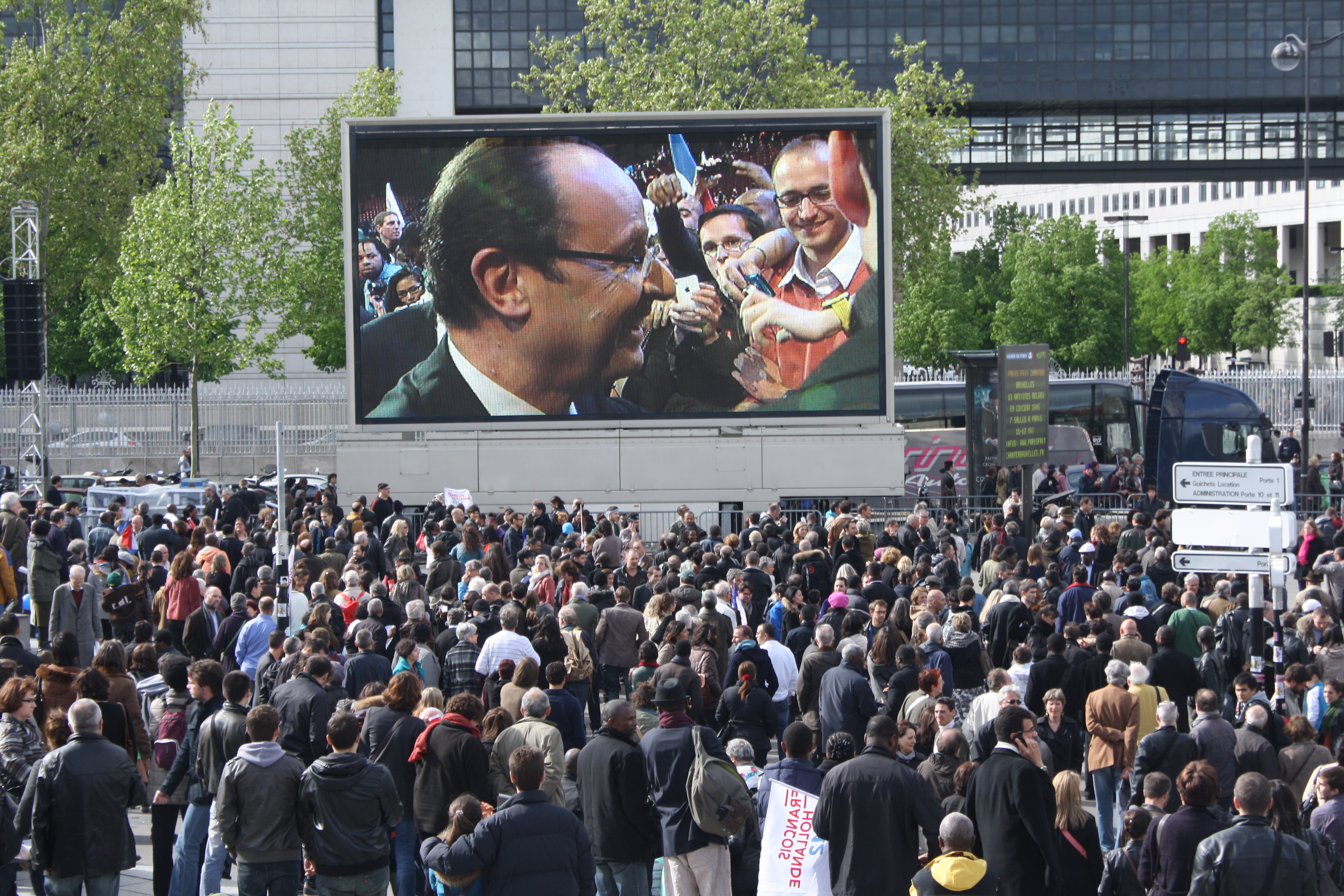
Wahlkampf für François Hollande

Frankreich entscheidet sich für Hollande (rosapinkfarbene Bezirke)

- Athen/Griechenland: Parlamentswahl[13]
- Belgrad/Serbien: Parlaments- und Präsidentschaftswahlen[14]
- Buenos Aires/Argentinien: Die argentinische Präsidentin Fernández de Kirchner unterzeichnete das Gesetz zur Verstaatlichung des Unternehmens Yacimientos Petrolíferos Fiscales (YPF), das bislang zum spanischen Repsol-YPF-Konzern gehörte.[15]
- Jerewan/Armenien: Parlamentswahl[16]
- Kiel/Deutschland: Bei der vorgezogenen Landtagswahl in Schleswig-Holstein liegen die Parteien der regierenden großen Koalition CDU und SPD mit 30,8 % und 30,4 % fast gleichauf. Deutliche Gewinne erzielt die Piratenpartei, deren Stimmenanteil nun 8,2 % beträgt. Es ist die dritte Landtagswahl in Folge, bei der die Partei die Fünf-Prozent-Hürde überwindet.[17][18]
- Moskau/Russland: Auf Erlass des Präsidenten Medwedew wird der Oberbefehlshaber der russischen Seekriegsflotte Admiral Wladimir Sergejewitsch Wyssozki entlassen, weil er nicht zügig genug den Umzug des Hauptstabs der Kriegsmarine von Moskau nach Sankt Petersburg vollzog.[19]
- Paris/Frankreich: Die Stichwahl um das Präsidentschaftsamt zwischen François Hollande (Parti socialiste) und Amtsinhaber Nicolas Sarkozy (Union pour un mouvement populaire) entscheidet der sozialistische Herausforderer mit 51,64 % der Stimmen für sich.[20]
- Timbuktu/Mali: Islamistische Fundamentalisten der Gruppe Ansar Dine zerstörten das zum UNESCO-Welterbe gehörende Mausoleum des Heiligen Sidi Mahmud Ben Amar und drohten Anschläge auf weitere Mausoleen an.[21]

### Montag, 7. Mai 2012

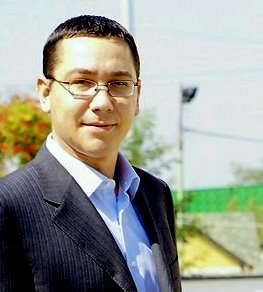
Victor Ponta

- Bukarest/Rumänien: Das rumänische Parlament wählt mit deutlicher Mehrheit den Sozialdemokraten Victor Ponta zum neuen Ministerpräsidenten.[22]
- Damaskus/Syrien: Volksratswahl[23]
- Ratzeburg/Deutschland: Mit einem Festakt wird die EKD Norddeutschland gegründet. Sie vereint fortan die evangelischen Gläubigen in den Ländern Hamburg, Mecklenburg-Vorpommern und Schleswig-Holstein.[24]
- Schabwa/Jemen: Bei einem US-Drohnenangriff wird das al-Qaida-Führungsmitglied Fahd al-Quso getötet, der im Mai 2003 von den USA wegen des Terrorangriffs auf die Cole angeklagt wurde.[25]

### Dienstag, 8. Mai 2012
- Berlin/Deutschland: Die für den 3. Juni 2012 vorgesehene Eröffnung des neuen Flughafens Berlin Brandenburg verzögert sich wegen Problemen bei der Brandschutztechnik.[26]
- Moskau/Russland: Der bisherige russische Präsident Dmitri Medwedew ist von der Duma zum neuen Ministerpräsidenten Russlands gewählt worden.[27]
- Washington, D.C. / Vereinigte Staaten: Das US-amerikanische und das chinesische Verteidigungsministerium wollen bei Fragen der Computer- und Netzsicherheit künftig enger zusammenarbeiten. Nach 9 Jahren besuchte mit General Liang Guanglie erstmals wieder ein chinesischer Verteidigungsminister die USA.[28]

### Mittwoch, 9. Mai 2012

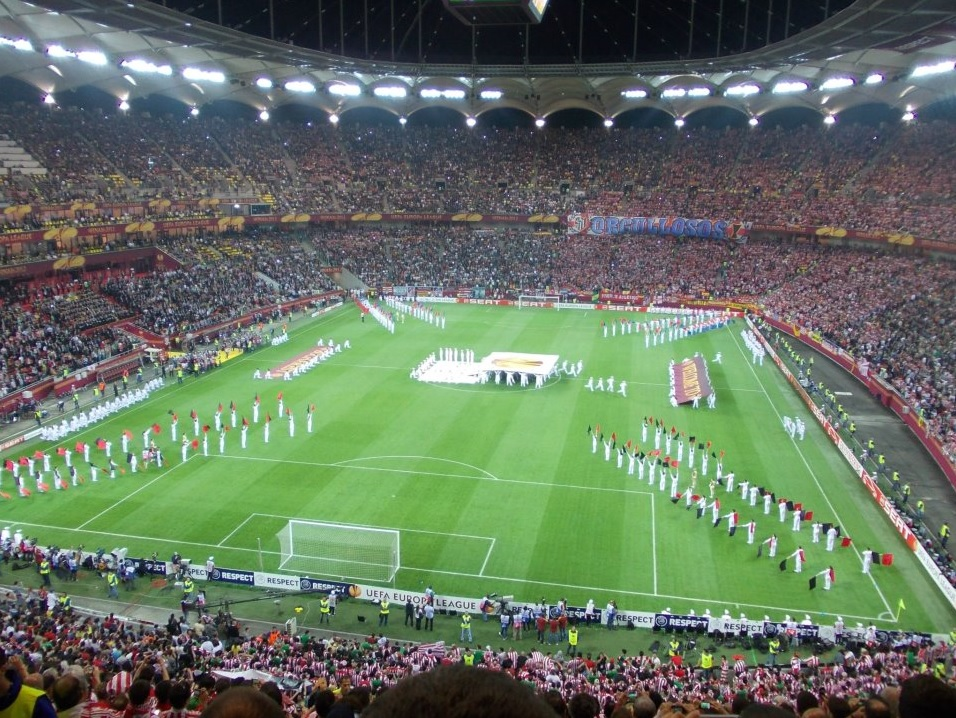
Vor dem Finale der UEFA Europa League

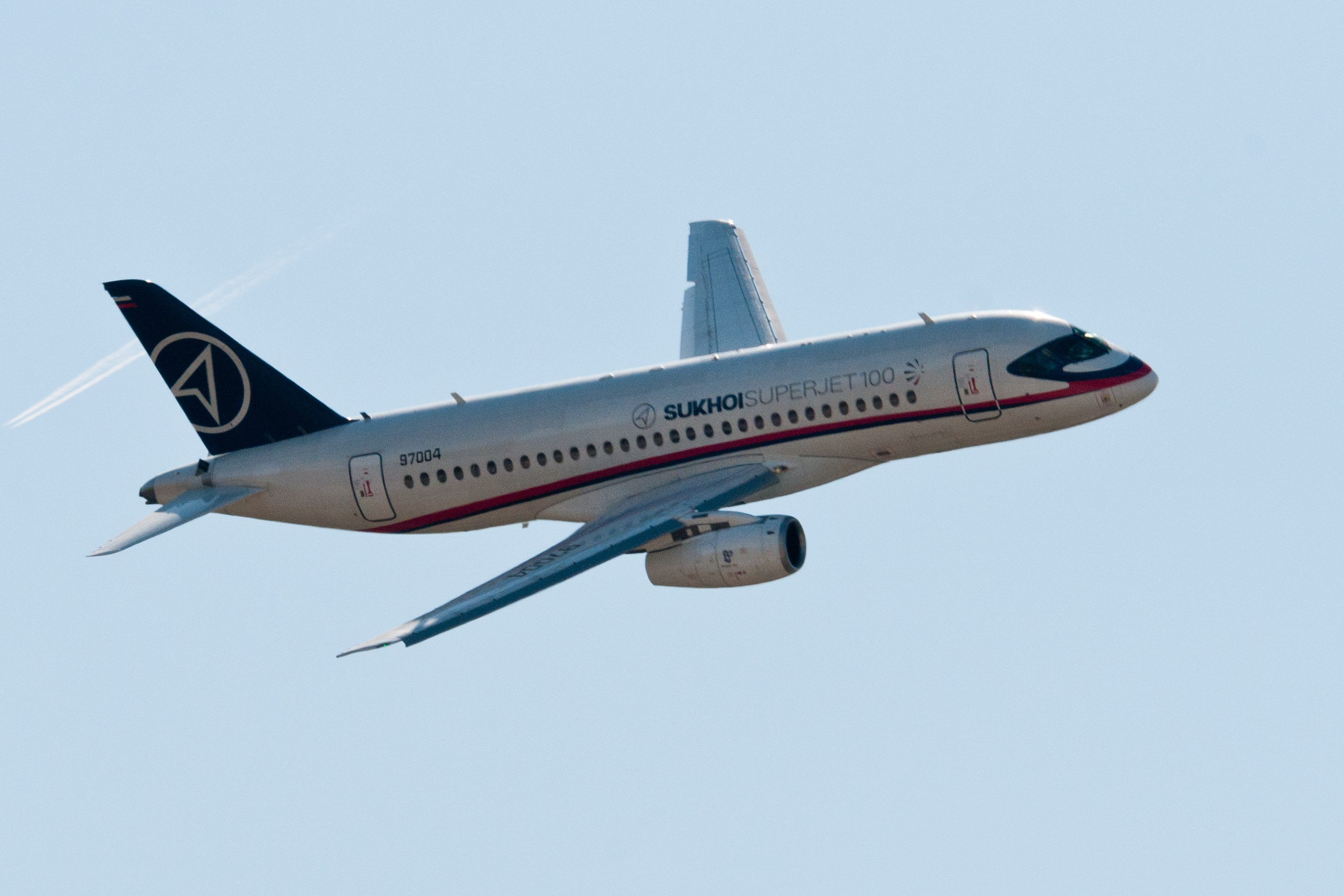
Sukhoi SuperJet 100

- Berlin/Deutschland: Der Haushaltsausschuss des Deutschen Bundestages vertagt aufgrund von Kostensteigerungen die geplanten Beratungen über das NATO-Projekt Alliance Ground Surveillance (AGS) zur Beschaffung von Aufklärungsdrohnen und Boden-Radarstationen.[29]
- Bukarest/Rumänien: Mit einem 3:0-Finalsieg über Athletic Bilbao gewinnt Atlético Madrid die Fußball-Europa-League.[30]
- Charkiw/Ukraine: Die in Haft erkrankte ukrainische Oppositionspolitikerin Julija Tymoschenko wird aus dem Gefängnis in ein Krankenhaus verlegt und beendet danach ihren wochenlangen Hungerstreik.[31]
- Ghom/Iran: Ein iranischer Großajatollah erkennt im Farsi-Rap Naghi des in Deutschland lebenden Shahin Najafi Blasphemie und spricht eine Fatwa gegen den Künstler aus.[32]
- Jawa Barat/Indonesien: Beim Absturz eines Suchoi Superjet 100 während eines Demonstrationsfluges sind alle Insassen ums Leben gekommen.[33]
- Kaua'i / Vereinigte Staaten: Die Missile Defense Agency gibt den erfolgreichen Einsatz einer SM-3-Rakete während eines Raketenabfangtests bekannt.[34][35]
- Tripolis/Libyen: Rund 200 ehemalige Rebellen aus dem libyschen Bürgerkrieg haben mit 50 bewaffneten Fahrzeugen den Sitz der Übergangsregierung in Tripolis angegriffen und umzingelten das Gebäude. Bei den Auseinandersetzungen mit den Sicherheitskräften wurde ein Mensch getötet und vier verletzt.[36]

### Donnerstag, 10. Mai 2012
- Algier/Algerien: Parlamentswahl[37]

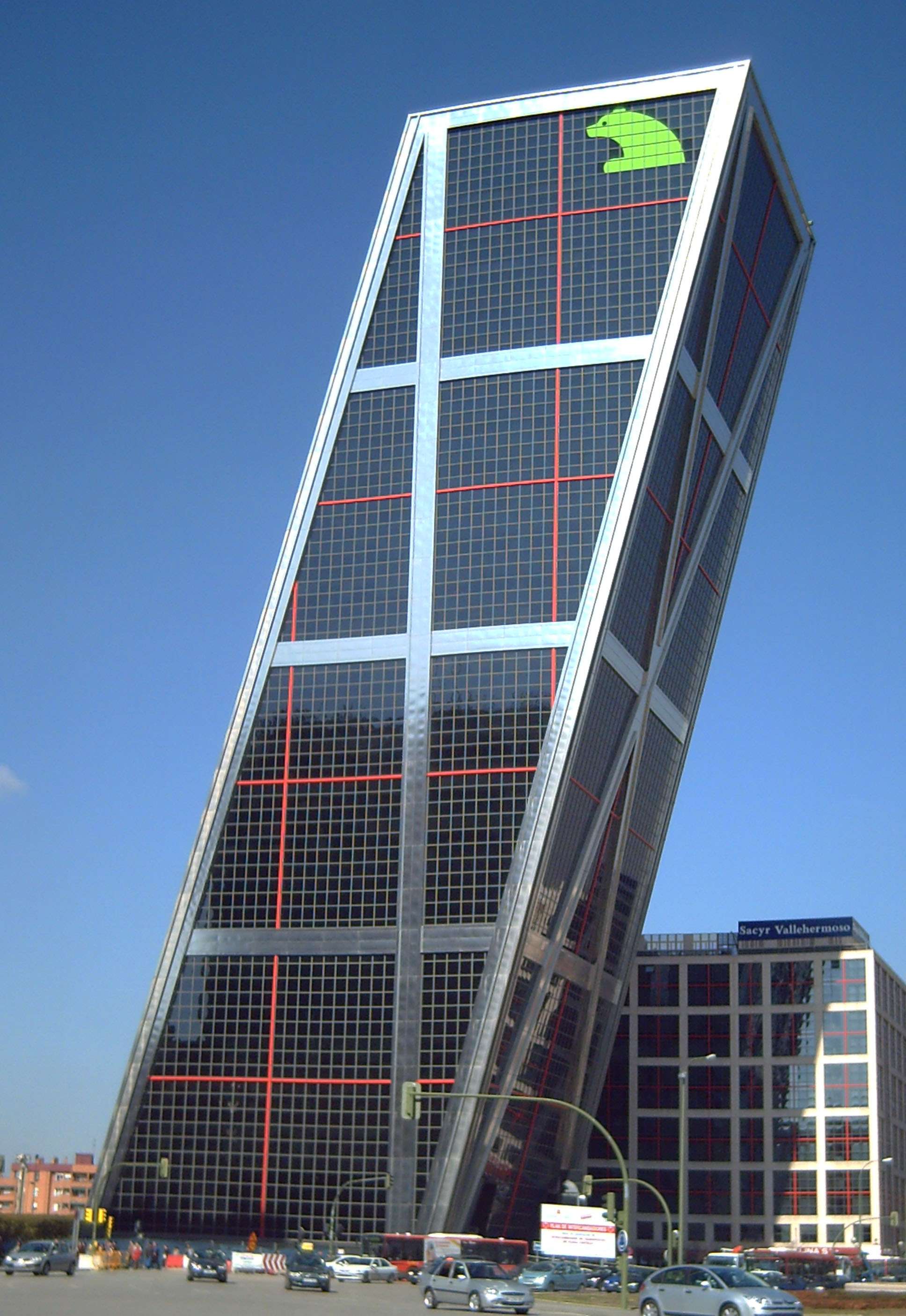
Bankia-Sitz in Madrid

- Berlin/Deutschland: Der Bundestag beschließt die Ausweitung des Bundeswehr-Beitrags zur multinationalen Mission der Europäischen Union „Operation Atalanta“ in Somalia, zu der auch die Bekämpfung von Piraten aus der Luft in einem zwei Kilometer breiten Landstreifen am Indischen Ozean gehört.[38]
- Madrid/Spanien: Bei der viertgrößten Bank Spaniens, die Bankia, übernimmt der Staat 45 Prozent des Kapitals und die staatliche Kontrolle.[39]

### Freitag, 11. Mai 2012
- New York / Vereinigte Staaten: Die größte US-amerikanische Bank, JPMorgan Chase & Co., hat sich durch riskante Handelsgeschäfte verspekuliert und musste innerhalb von sechs Wochen rund zwei Milliarden US-Dollar (ca. 1,54 Mrd. Euro) abschreiben. An der Börse verlor das Unternehmen rund 15 Milliarden US-Dollar an Marktwert.[40][41]

### Samstag, 12. Mai 2012

Logo von Borussia Dortmund

- Berlin, Köln / Deutschland: Mit einem 5:2-Finalsieg über Bayern München gewinnen die Fußballspieler von Borussia Dortmund den DFB-Pokal. Im Frauenfinale bezwingt Bayern München den 1. FFC Frankfurt mit 2:0.[42][43]
- Ma'rib, Schabwat/Jemen: Bei erneuten US-amerikanischen Drohnenangriffen und einer Offensive der jemenitischen Streitkräfte sind mehr als 20 mutmaßliche al-Qaida-Kämpfer getötet worden.[44]
- Rom/Italien: Nach mehreren gewalttätigen Auseinandersetzungen und Anschlägen auf die Steuerbehörde Equitalia in Livorno und einem Anschlag der anarchistischen Gruppe FAI (Federazione Anarchica Informale) am 7. Mai auf den Atommanager Roberto Adinolfi des Konzerns Finmeccanica erwägt der Staat auch den Einsatz der Streitkräfte zum Schutz potenzieller Anschlagsziele.[45]
- Teheran/Iran: Die iranische Regierung hat Banken, Versicherungen und Telefongesellschaften des Landes einem Bericht der Wochenzeitung Asr Ertebatat zufolge die Nutzung von ausländischen Internetdienstanbieter verboten. Begründet wurde dies mit Sicherheitsbedenken, wenn die Datenströme über ausländische Server laufen.[46]

### Sonntag, 13. Mai 2012

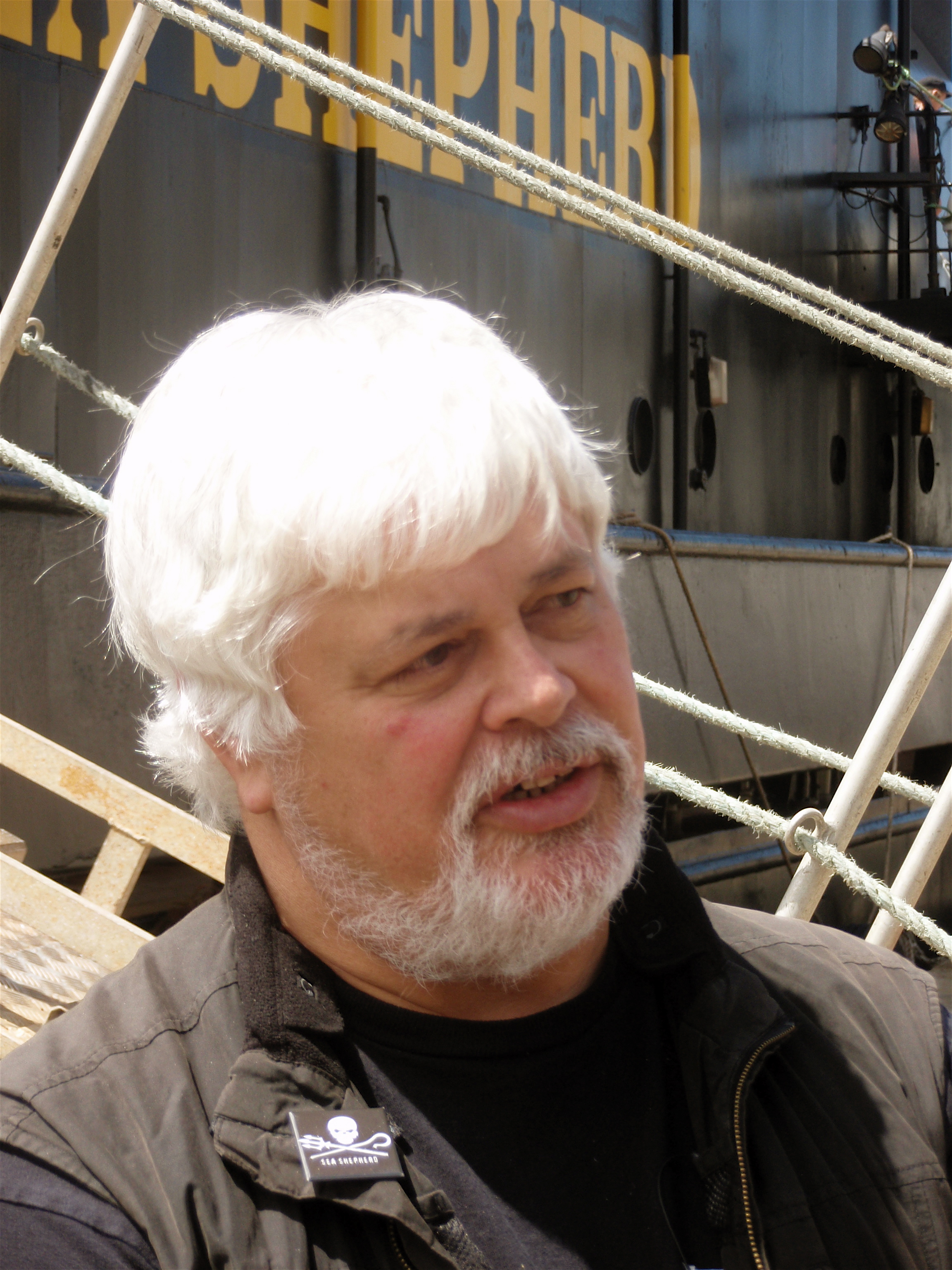
Paul Watson (2009)

- Belgrad/Serbien: In mehreren Städten Serbiens kommt es zu Protesten von Anhängern der Serbischen Fortschrittlichen Partei (SNS) wegen des angeblichen Wahlbetrugs bei den Wahlen vom vergangenen Sonntag. An der Protestfahrt zum Sitz der staatlichen Wahlkommission im Stadtzentrum Belgrads, sind laut Medienberichten mehr als 1.500 Fahrzeuge beteiligt.[47]
- Düsseldorf/Deutschland: Die vorgezogene Landtagswahl in Nordrhein-Westfalen macht die langjährige Regierungspartei SPD wieder zur stärksten politischen Kraft. Sie kommt auf 39,1 %, während die CDU 8,3 % Stimmenanteil verliert und mit rund 26 % deutlich abgeschlagen ist. Die Linke muss das Parlament verlassen, die Piratenpartei schafft den Einzug.[48]
- Frankfurt am Main/Deutschland: Paul Watson, Gründer der Sea Shepherd Conservation Society, wird am Flughafen Rhein/Main aufgrund eines Festnahmebegehrens aus Costa Rica festgenommen.[49]
- Kampala/Uganda: Der vom Internationalen Strafgerichtshof in Den Haag wegen Kriegsverbrechen und Verbrechen gegen die Menschlichkeit gesuchte General Caesar Acellam von der im Norden Ugandas kämpfenden Lord’s Resistance Army wurde in Djema in der Zentralafrikanischen Republik von Soldaten der ugandischen Streitkräfte festgenommen.[50]
- Peking/China: Bei einem Gipfeltreffen zwischen dem chinesischen Ministerpräsidenten Wen Jiabao, dem japanischen Premierminister Yoshihiko Noda und dem südkoreanischen Präsidenten Lee Myung-bak, wurden weitere Verhandlungen für eine gemeinsame Freihandelszone vereinbart.[51]
- Wiener Neustadt/Österreich: Mit einem 5:1-Auswärtssieg gegen den SC Wiener Neustadt krönt sich der FC Red Bull Salzburg bereits in der vorletzten Runde zum Meister der Österreichischen Fußballmeisterschaft 2011/12.[52]

### Montag, 14. Mai 2012
- Jomsom/Nepal: Eine Dornier Do-228 der Agni-Air stürzt nach einem missglückten Durchstartmanöver ab. 15 der 21 Menschen an Bord, darunter auch die beiden Piloten, kommen bei dem Absturz ums Leben.[53]

### Dienstag, 15. Mai 2012

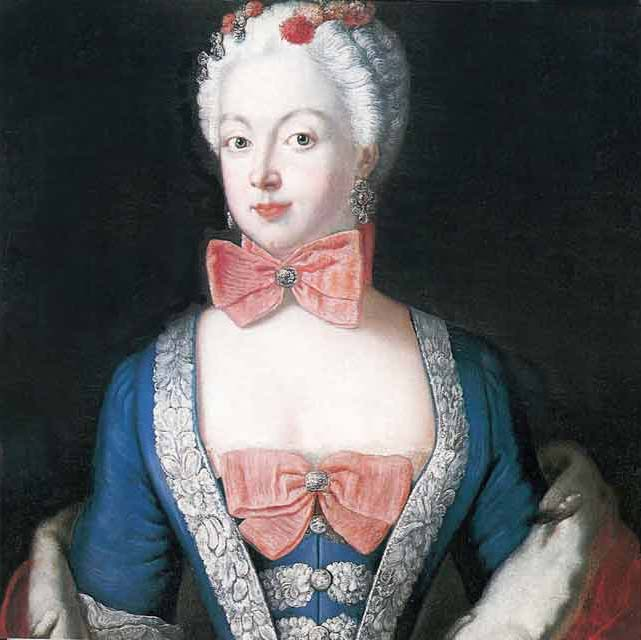
Preußens Königin Elisabeth Christine mit dem Beau Sancy (1739)

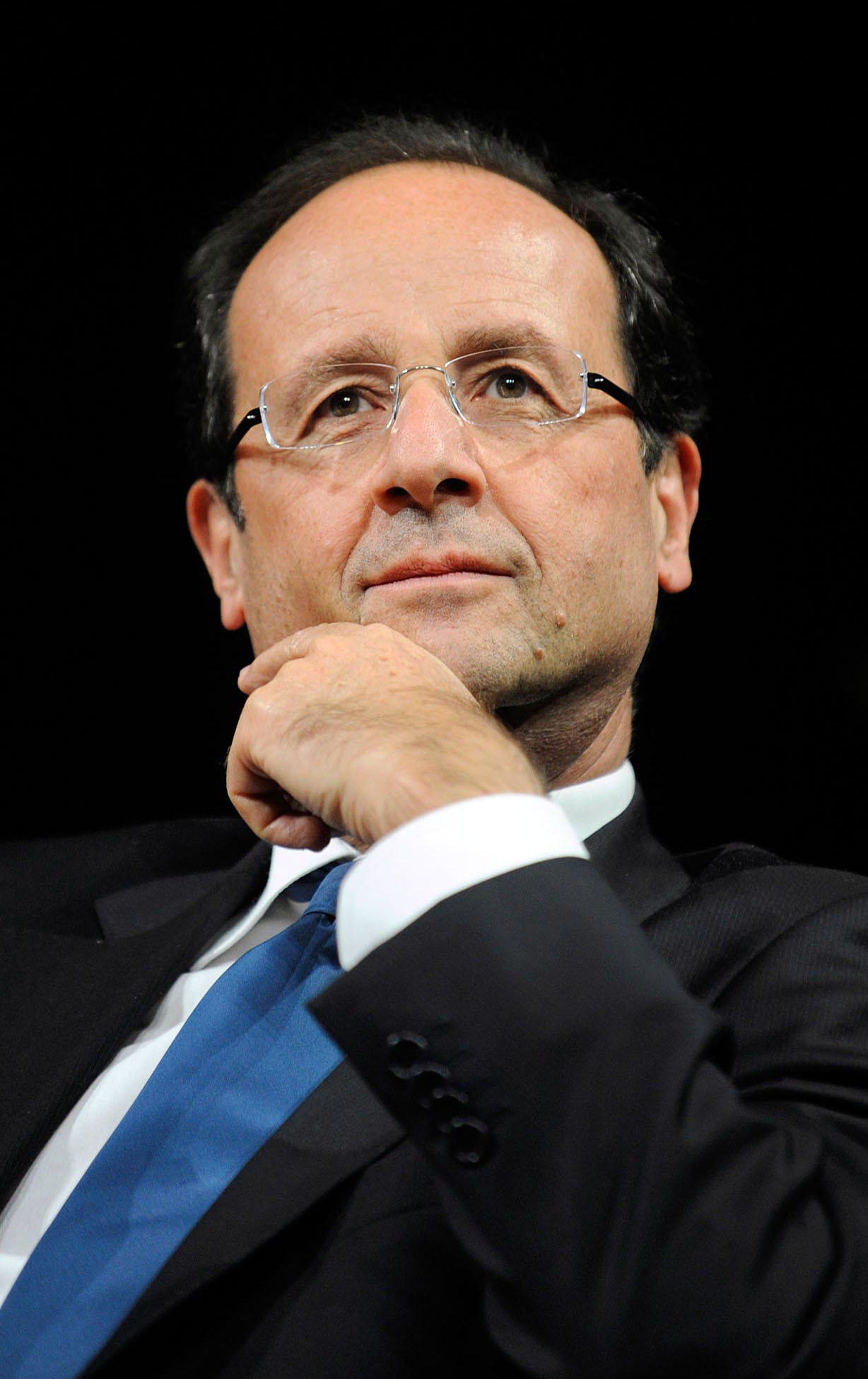
Der neue französische Präsident François Hollande

- Baikonur/Kasachstan: Das russische Raumschiff Sojus TMA-04M ist mit der Trägerrakete Sojus-FG mit zwei Kosmonauten und einem Astronauten zur Internationalen Raumstation gestartet.[54]
- Darmstadt/Deutschland: Der deutschen Schriftstellerin Felicitas Hoppe ist der diesjährige Georg-Büchner-Preis zugesprochen worden.[55]
- Erfurt/Deutschland: Eine thüringische Untersuchungskommission unter Vorsitz des früheren Bundesrichters Gerhard Schäfer hat gravierende Fehler bei der Fahndung nach den Mitgliedern der Zwickauer Terrorzelle festgestellt.[56]
- Genf/Schweiz: Das Haus Hohenzollern hat den Beau Sancy für 7,5 Millionen Euro bei Sotheby’s versteigern lassen.[57]
- Harardheere/Somalia: Erstmals hat ein Kampfhubschrauber der EU NAVFOR Somalia im Rahmen der Operation Atalanta eine logistische Basis der Piraten an der somalischen Küste angegriffen und mehrere Boote zerstört.[58][59]
- Paris/Frankreich: Wenige Stunden nach seinem Amtsantritt hat der neue französische Präsident François Hollande den sozialistischen Politiker Jean-Marc Ayrault zum Premierminister der Französischen Republik ernannt.[60]

### Mittwoch, 16. Mai 2012
- Athen/Griechenland: Nach der Einigung auf Neuwahlen am 17. Juni hat der griechische Staatspräsident Karolos Papoulias den hohen Verwaltungsrichter Panagiotis Pikrammenos zum kommissarischen Regierungschef ernannt.[61]
- Berlin/Deutschland: Bundeskanzlerin Angela Merkel entlässt Bundesumweltminister Norbert Röttgen. Sein Nachfolger wird Peter Altmaier.[62]
- Bern/Schweiz: Der FC Basel gewinnt im Stade de Suisse das Final um den Schweizer Cup im Fußball mit 5:3 nach Elfmeterschießen gegen den FC Luzern.
- Cannes/Frankreich: Beginn der 65. Filmfestspiele.[63] Der Film Liebe von Michael Haneke wird in diesem Jahr mit der Palme d’or ausgezeichnet werden.
- Mannheim/Deutschland: Der 98. Deutsche Katholikentag unter dem Motto „Einen neuen Aufbruch wagen“ beginnt.

### Donnerstag, 17. Mai 2012

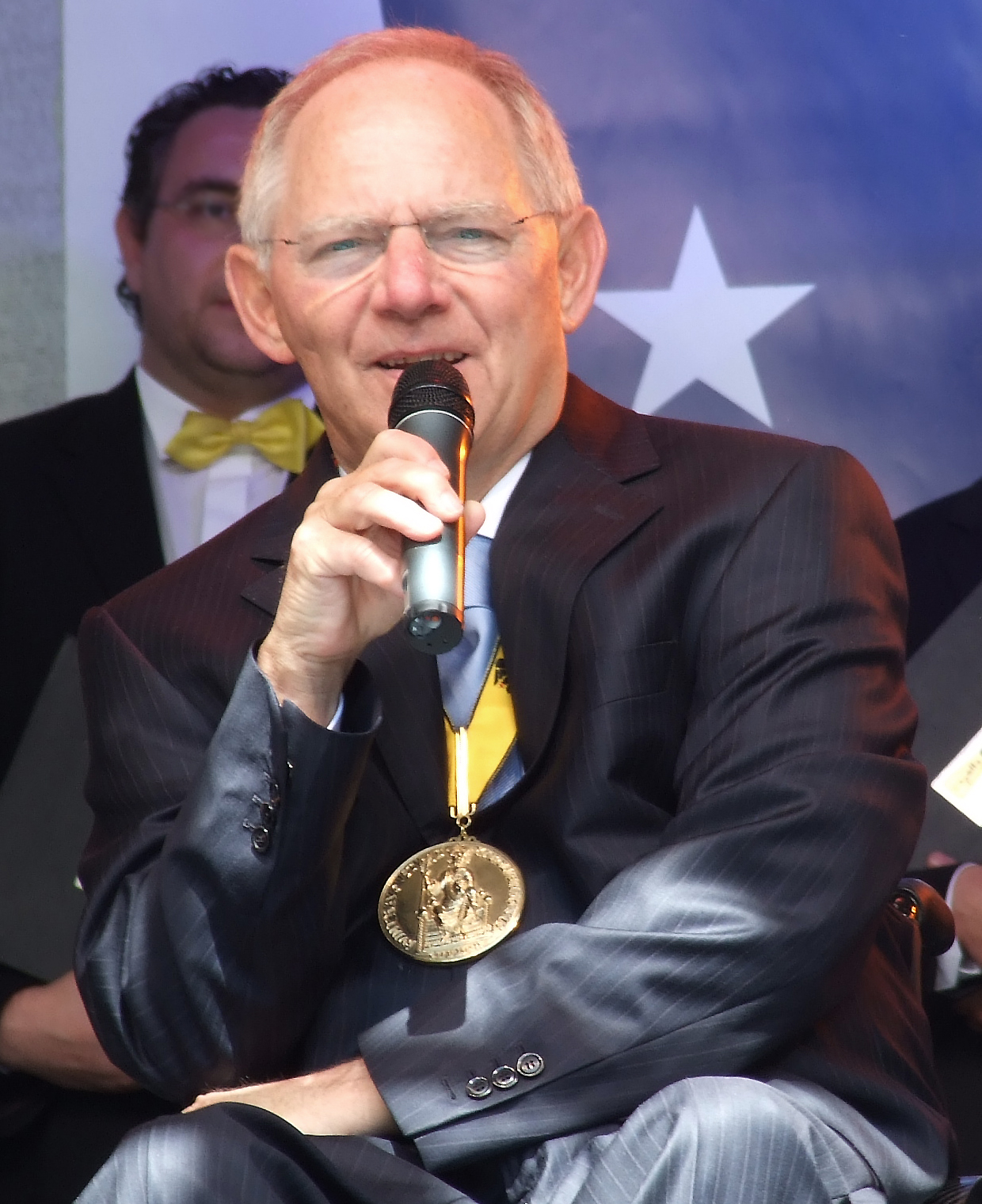
Wolfgang Schäuble mit Karlspreis-Medaille

- Aachen/Deutschland: Der Karlspreis wird an Bundesfinanzminister Wolfgang Schäuble (CDU) übergeben für seine „Verdienste um die Überwindung der Teilung und die Stärkung Europas“.[64]
- Belgrad/Serbien: In mehreren Städten Serbiens kommt es zu Protesten von Anhängern der Serbischen Fortschrittlichen Partei (SNS) wegen des angeblichen Wahlbetrugs bei den Parlaments-, Präsidentschafts- und der Lokalwahlen vom 6. Mai. An der Protestfahrt zum Sitz der staatlichen Wahlkommission im Stadtzentrum Belgrads, sind laut Medienberichten mehr als 1.500 Fahrzeuge beteiligt.[65]
- Berlin/Deutschland: Die Bundesregierung hat die Unterstützung der United Nations Supervision Mission in Syria (UNSMIS) in Syrien mit bis zu 10 unbewaffneten Militärbeobachtern beschlossen.[66]
- Berlin/Deutschland: Der Regierende Bürgermeister von Berlin Klaus Wowereit teilt der Presse mit, dass der neue Flughafen Berlin Brandenburg seinen Betrieb erst am 17. März 2013 aufnehmen wird.[67]
- Detroit / Vereinigte Staaten: Der US-amerikanische Automobilkonzern General Motors gab bekannt, das Pkw-Modell Opel Astra ab 2015 nicht mehr im Werk in Rüsselsheim in Deutschland zu produzieren und stattdessen künftig ausschließlich in Gliwice (Polen) und Ellesmere Port (Großbritannien).[68]
- München/Deutschland: Olympique Lyon gewinnt durch einen 2:0-Finalsieg gegen den 1. FFC Frankfurt die UEFA Women’s Champions League.[69]
- Paris/Frankreich: Der französische Energiekonzern Total gab bekannt, das Leck an der Gasplattform Elgin in der Nordsee nach mehr als 50 Tagen erfolgreich abgedichtet zu haben.[70]
- Salzburg/Österreich: Der Club RB Salzburg ist offiziell Österreichischer Fußballmeister 2012.

### Freitag, 18. Mai 2012
- Frederick County / Vereinigte Staaten: In Camp David treffen sich die Staatschefs der Gruppe der Acht und zwei Vertreter der Europäischen Union zum 38. Weltwirtschaftsgipfel.[71]
- New York / Vereinigte Staaten: Mit Einnahmen von 16 Milliarden US-Dollar an der Börse NASDAQ vollzieht das Unternehmen Facebook Inc. (Heute: Meta Platforms) den bis dahin größten Börsengang eines Internet-Unternehmens.[72]

### Samstag, 19. Mai 2012

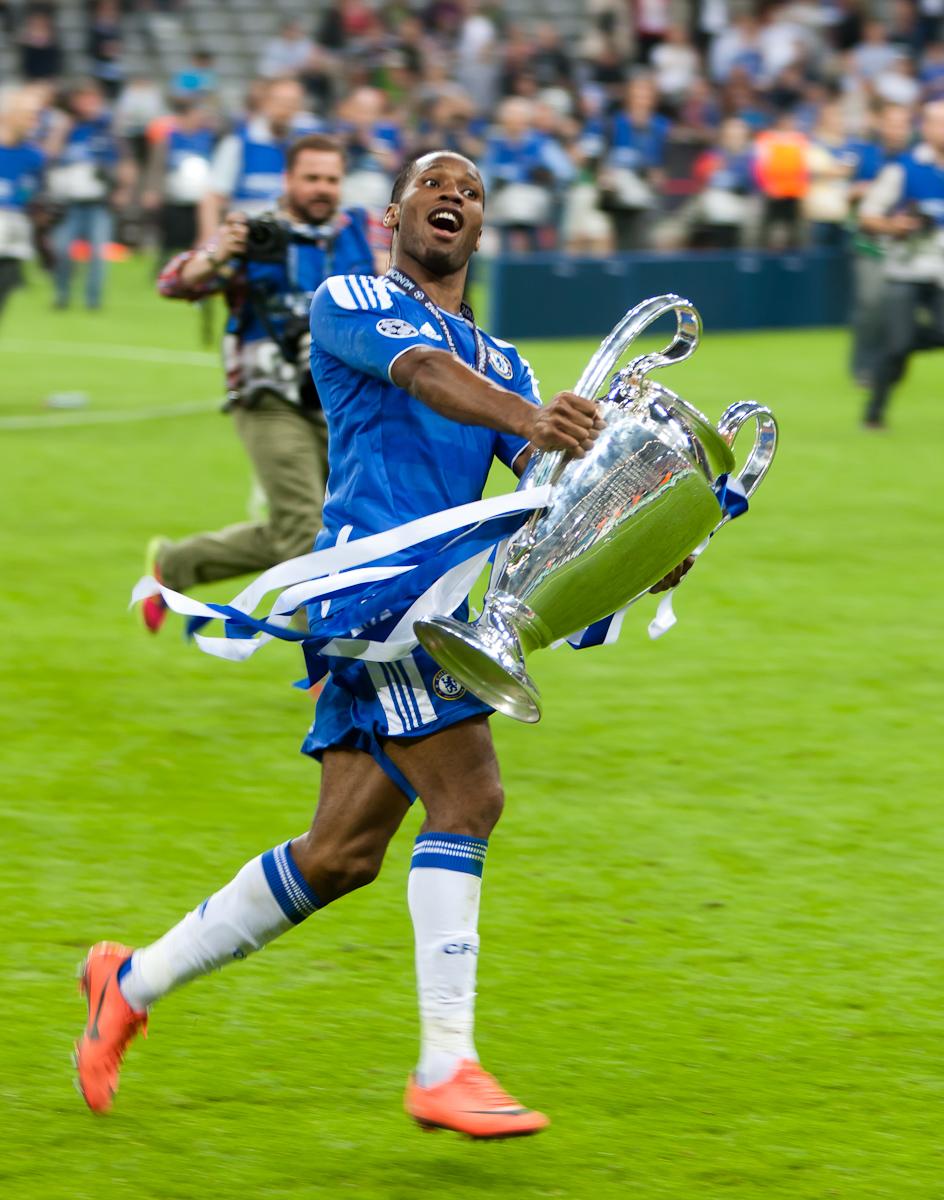
Didier Drogba mit der Trophäe der Champions League

- München/Deutschland: Mit einem 4:3-Sieg im Elfmeterschießen über den FC Bayern München gewinnen die Fußballspieler vom FC Chelsea das Finale der UEFA Champions League.[73]
- Peking/China: Der blinde chinesische Bürgerrechtler Chen Guangcheng darf mit seiner Familie in die Vereinigten Staaten ausreisen.[74]

### Sonntag, 20. Mai 2012

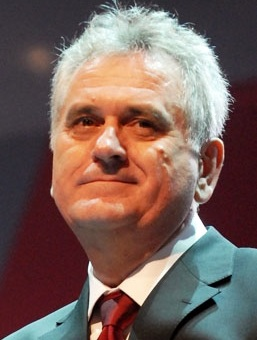
Tomislav Nikolić

- Belgrad/Serbien: In der Stichwahl der Präsidentschaftswahlen gewinnt Tomislav Nikolić gegen den ehemaligen Amtsinhaber Boris Tadić.[75]
- Helsinki/Finnland: Russland bezwingt im Finale der Eishockey-Weltmeisterschaft die Slowakei mit 6:2 und erringt damit zum 26. Mal den WM-Titel bei den Herren.[76]
- Nordpazifik: Sonnenfinsternis[77]
- Santo Domingo/Dominikanische Republik: In der Präsidentschaftswahl gewinnt der vom amtierenden Präsidenten Leonel Fernández unterstützte Danilo Medina von der Regierungspartei PLD gegen Herausforderer Hipólito Mejía von der PRD.[78]
- Sant'Alberto di San Pietro/Italien: Bei einem Erdbeben der Stärke 5,9 Mw in der Nähe Bolognas kommen sechs Menschen ums Leben und über 50 Menschen werden verletzt.[79]
- Wien/Österreich: Mit einem 3:0-Sieg gegen die SV Ried haben die Fußballer des FC Red Bull Salzburg neben dem Gewinn der diesjährigen Fußballmeisterschaft auch den Österreichischen Fußball-Cup 2011/12 gewonnen.[80]

### Montag, 21. Mai 2012
- Chicago / Vereinigte Staaten: Gipfeltreffen der NATO und zugleich NATO Afghanistan-Konferenz.[81][82]

### Dienstag, 22. Mai 2012
- Berlin/Deutschland: Peter Altmaier (CDU) wird zum Bundesumweltminister ernannt.[83]
- Berlin/Deutschland: In den Vereinigten Staaten bringt BMG das Album „Ya know“ mit Demo-Aufnahmen der Punkrock-Band Ramones auf den Markt. Damit ist das künstlerische Werk der New Yorker Musiker kommerziell vollständig ausgeschöpft.[84]
- Tokio/Japan: Der 634 m hohe Tokyo Sky Tree, der höchste Fernsehturm und das zweithöchste freistehende Bauwerk der Welt, wird eröffnet.[85]

### Mittwoch, 23. Mai 2012
- Basel/Schweiz: Der Titelverteidiger FC Basel ist offiziell Schweizer Fussballmeister 2012.[86]
- Kairo/Ägypten: Präsidentschaftswahl
- Reichenbach/Schweiz: Beim Absturz eines Helikopters in Reichenbach im Kandertal kommen drei Menschen ums Leben. Offenbar touchierte der Helikopter das Drahtseil einer Transportseilbahn.
- Vatikanstadt: Paolo Gabriele, Kammerdiener des Papstes Benedikt XVI., wird wegen des Verdachts der Weitergabe von geheimen Dokumenten („Vatileaks“-Skandal) festgenommen.[87]
- Zürich/Schweiz: Als bis dahin größtes je in Europa verschobenes Gebäude wird die Maschinenfabrik Oerlikon innerhalb von 19 Stunden um 60 m nach Westen verschoben.[88]

### Donnerstag, 24. Mai 2012
- Vatikanstadt: Der Präsident der Vatikanbank, Ettore Gotti Tedeschi, tritt nach einem einstimmigen Misstrauensvotum des Vorstands zurück.[89]

### Freitag, 25. Mai 2012
- Berlin/Deutschland: Der Deutsche Bundestag beschließt eine umfassende Reform der Organspende in Deutschland. Künftig sollen alle Krankenversicherten ab 16 Jahren regelmäßig befragt werden, ob sie nach ihrem Tod zur Organspende bereit sind.[90]
- Rotorua/Neuseeland: Fast acht Monate nach dem Ölunfall vor Neuseeland werden der Kapitän und ein Offizier des havarierten Containerschiffs Rena zu je sieben Monaten Haft verurteilt.[91]

### Samstag, 26. Mai 2012

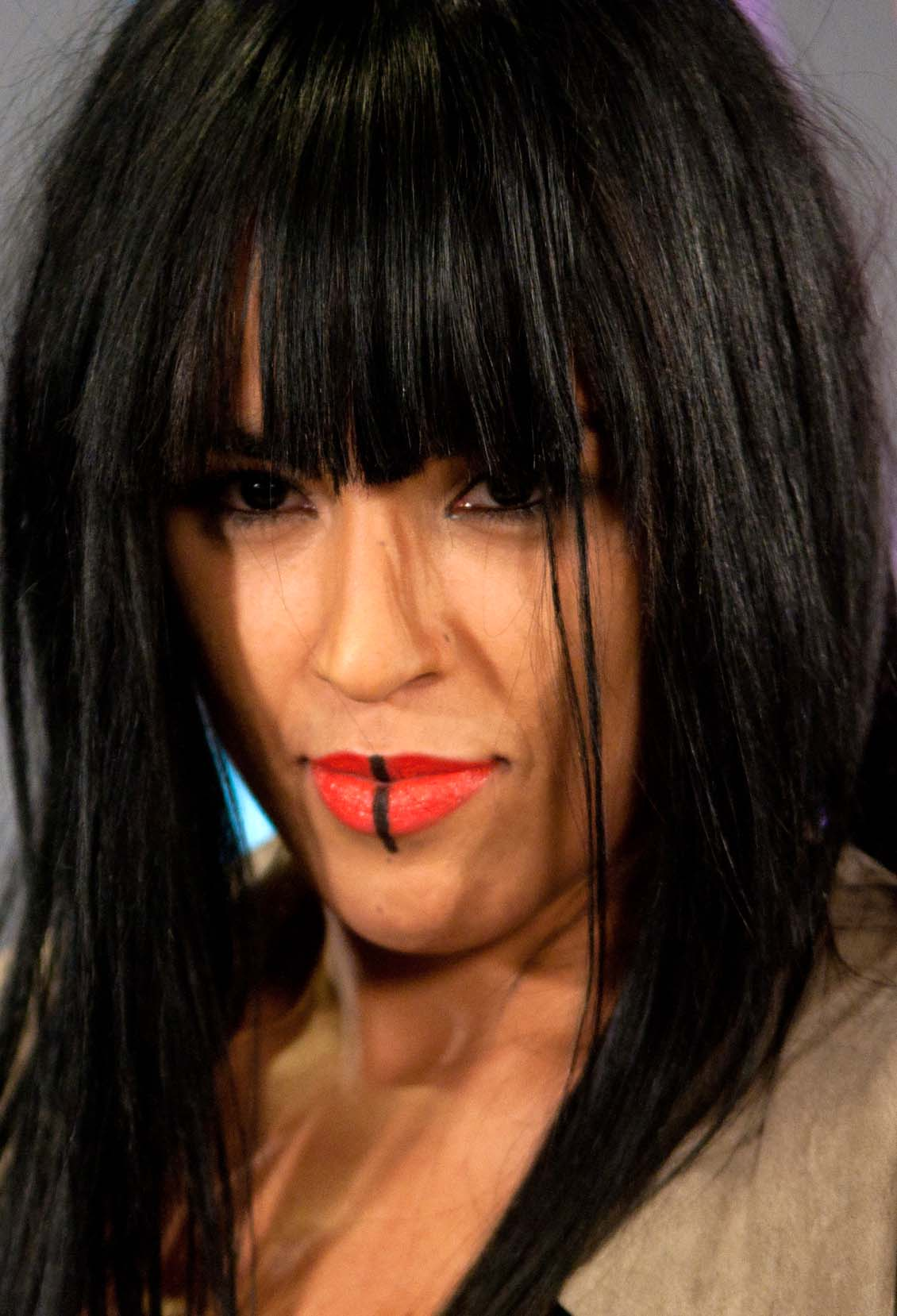
Sängerin Loreen

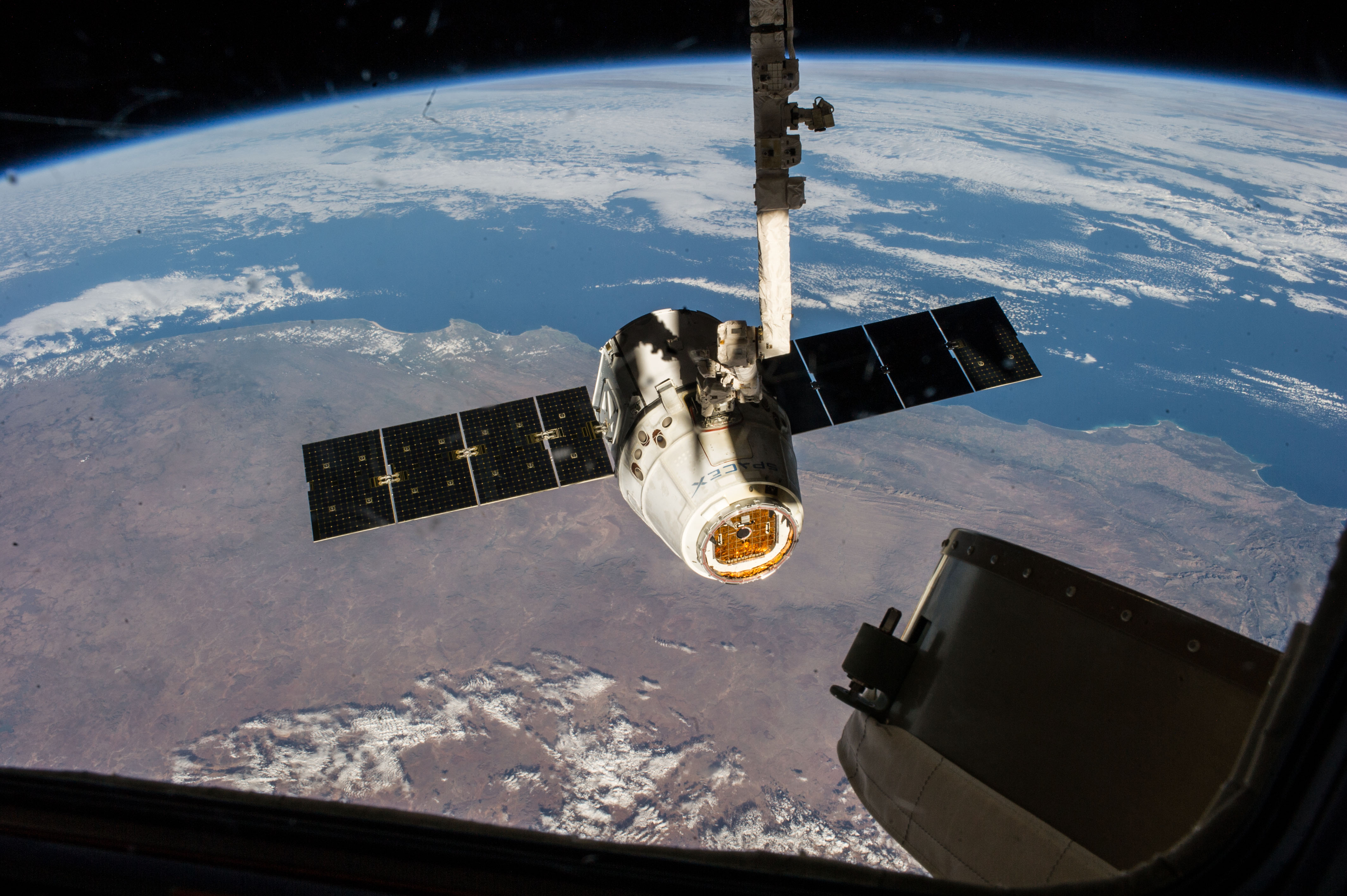
Die Dragon vor der ISS

- Bagdad/Irak: Der Ahmadinedschad-kritische Politiker Ali Laridschani setzt sich bei der Wahl zum Parlamentspräsidenten gegen den ebenfalls regimekritischen Gholam Ali Haddad-Adel durch.[92]
- Baku/Aserbaidschan: Die schwedische Sängerin Loreen gewinnt mit dem Titel Euphoria den 57. Eurovision Song Contest.[93]
- Hula/Syrien: Bei einem Massaker werden 116 Menschen getötet, darunter 34 Kinder. Es kommt zu mehr als 300 Verletzten. Obwohl die syrische Regierung eine Beteiligung bestreitet, weisen in der Folge zahlreiche Staaten ranghohe syrische Diplomaten aus, darunter Deutschland, die Vereinigten Staaten, Großbritannien, Frankreich, Italien und Spanien.[94]
- Maseru/Lesotho: Die Parlamentswahl findet statt.[95]
- Moskau/Russland: Dmitri Medwedew wird auf Vorschlag von Wladimir Putin zum Vorsitzenden der Regierungspartei Einiges Russland gewählt.[96]
- Orbit: Die unbemannte Raumkapsel Dragon des amerikanischen Unternehmens SpaceX dockt als erstes privates Raumschiff an die Internationale Raumstation (ISS) an.[97]

### Sonntag, 27. Mai 2012

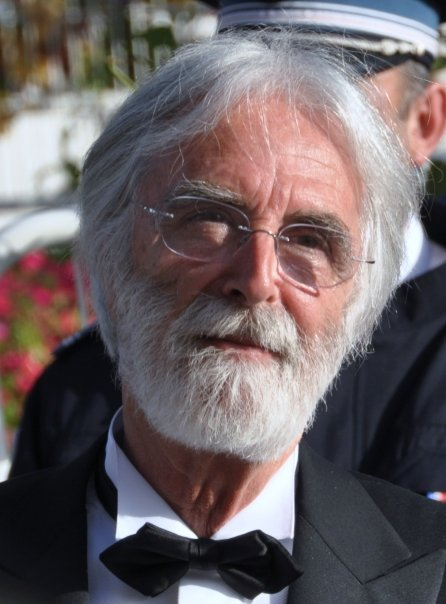
Michael Haneke

- Budapest/Ungarn: Zum Ende der Schwimmeuropameisterschaften führt Gastgeber Ungarn den Medaillenspiegel an. Erfolgreichster Athlet ist der Ungar László Cseh mit drei Gold-, einer Silber- und zwei Bronzemedaillen.[98]
- Cannes/Frankreich: Der Spielfilm Liebe des österreichischen Regisseurs Michael Haneke wird mit der Goldenen Palme des 65. Filmfestivals von Cannes ausgezeichnet.[99]
- Köln/Deutschland: Mit einem 26:21-Sieg über Atlético Madrid gewinnen die Handballer des THW Kiel das Finale der Champions League.[100]
- Mailand/Italien: Der Gesamtsieg bei der 95. Ausgabe des Rad-Etappenrennens Giro d’Italia geht an Ryder Hesjedal. Es ist sein erster Gesamtsieg bei dieser Rundfahrt und der erste eines Kanadiers.[101]
- Ratzeburg/Deutschland: Mit einem Gottesdienst im Ratzeburger Dom wird am Pfingstsonntag die Evangelisch-Lutherische Kirche in Norddeutschland (Nordkirche) feierlich gegründet.[102]

### Montag, 28. Mai 2012

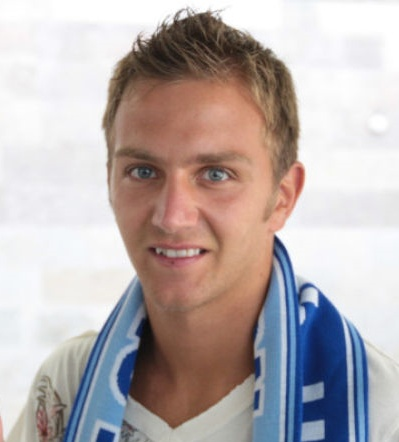
Domenico Criscito

- Doha/Katar: Bei einem Brand im Gondolania Theme Park kommen 19 Menschen ums Leben, darunter 13 Kinder.[103]
- Italien: Im Zusammenhang mit einem Wettskandal im italienischen Fußball werden in einer landesweiten Razzia 19 Personen festgenommen, darunter 13 Profi-Fußballer. Ermittlungen werden u. a. gegen die Spieler Leonardo Bonucci, Domenico Criscito und Stefano Mauri sowie den Trainer Antonio Conte aufgenommen. Criscito wird in der Folge aus dem italienischen Aufgebot für die Fußball-Europameisterschaft in Polen und der Ukraine genommen.[104]
- Parchim/Deutschland: Um 13.55 Uhr stürzt kurz nach dem Start vom Flughafen Schwerin-Parchim eine zweimotorige Maschine des Typs Diamond Aircraft (DA) 42 mit vier Insassen aus der Schweiz in ein Waldstück. Der Absturz fordert zwei Tote und zwei Schwerverletzte.
- Potsdam/Deutschland: Mit einem 8:0-Sieg über 1. FC Lokomotive Leipzig gewinnen die Fußballerinnen von Turbine Potsdam zum sechsten Mal die deutsche Meisterschaft.[105]

### Dienstag, 29. Mai 2012
- Bangkok/Thailand: Die jahrelang unter Hausarrest stehende myanmarische Oppositionspolitikerin Aung San Suu Kyi bricht zu ihrer ersten Auslandsreise seit 24 Jahren ins benachbarte Thailand auf.[106]

### Mittwoch, 30. Mai 2012

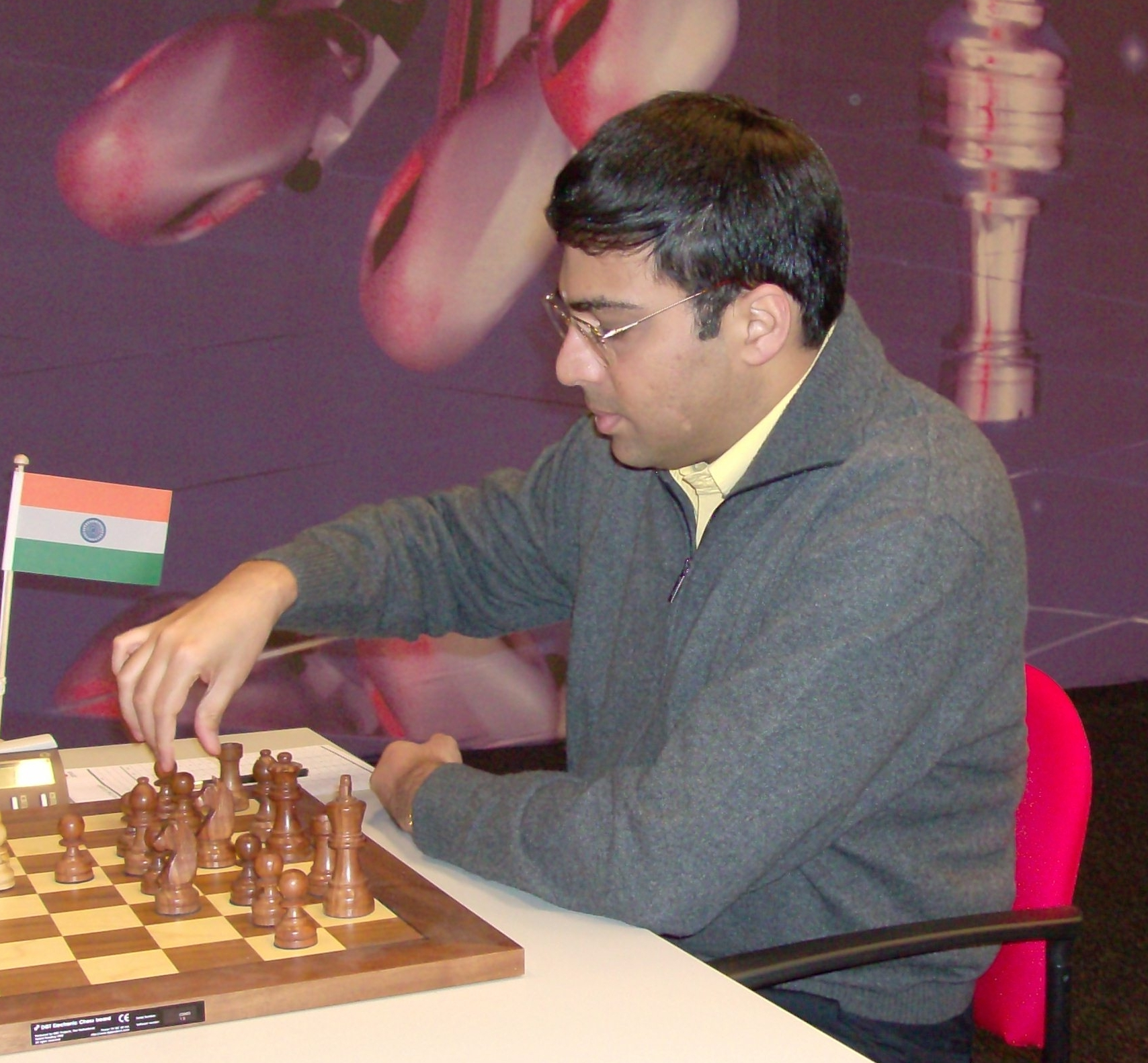
Viswanathan Anand

- Den Haag/Niederlande: Der wegen Kriegsverbrechen schuldig gesprochene frühere Präsident Liberias, Charles Taylor, wird vom Sondergerichtshof für Sierra Leone zu 50 Jahren Haft verurteilt.[107]
- Moskau/Russland: Der indische Schachspieler Viswanathan Anand verteidigt erfolgreich seinen Weltmeistertitel gegen den israelischen Herausforderer Boris Gelfand.[108]

### Donnerstag, 31. Mai 2012
- Dublin/Irland: Die irische Bevölkerung votiert mit 60,3 % der abgegebenen Stimmen für die Ratifikation des Europäischen Fiskalpakts.[109]